# Campeonato Europeo de Balonmano Masculino de 1994
El I Campeonato Europeo de Balonmano Masculino se celebró en Portugal entre el 3 y el 12 de junio de 1994 bajo la organización de la Federación Europea de Balonmano (EHF) y la Federación Portuguesa de Balonmano.

## Sedes
| Ciudad | Instalación                  | Capacidad |
| ------ | ---------------------------- | --------- |
| Almada | Complejo Deportivo de Almada | 4000      |
| Oporto | Pabellón Rosa Mota           | 5400      |

## Grupos
| Grupo A     | Grupo B   |
| ----------- | --------- |
| Croacia     | Dinamarca |
| Bielorrusia | Hungría   |
| Rumania     | Portugal  |
| Rusia       | Suecia    |
| Francia     | España    |
| Alemania    | Eslovenia |

## Fase de grupos
Los dos primeros clasificados de cada grupo disputan las semifinales. 

### Grupo A
| Equipo      | J | G | E | P | GF  | GC  | DG  | PTS |
| ----------- | - | - | - | - | --- | --- | --- | --- |
| Rusia       | 5 | 5 | 0 | 0 | 122 | 94  | +28 | 10  |
| Croacia     | 5 | 3 | 0 | 2 | 120 | 114 | +6  | 6   |
| Francia     | 5 | 2 | 1 | 2 | 123 | 120 | +3  | 5   |
| Bielorrusia | 5 | 2 | 0 | 3 | 130 | 139 | -9  | 4   |
| Alemania    | 5 | 1 | 1 | 3 | 107 | 113 | -6  | 3   |
| Rumania     | 5 | 1 | 0 | 4 | 113 | 135 | -22 | 2   |

| 03 / 06 / 1994 |         |             |
| Alemania       | 23 – 24 | Bielorrusia |
| Rusia          | 27 – 20 | Rumania     |
| Francia        | 27 – 25 | Croacia     |
| 04 / 06 / 1994 |         |             |
| Croacia        | 24 – 22 | Alemania    |
| Bielorrusia    | 23 – 31 | Rusia       |
| Rumania        | 27 – 26 | Francia     |
| 05 / 06 / 1994 |         |             |
| Francia        | 21 – 21 | Alemania    |
| Rusia          | 21 – 18 | Croacia     |
| Rumania        | 24 – 33 | Bielorrusia |
| 07 / 06 / 1994 |         |             |
| Alemania       | 16 – 25 | Rusia       |
| Francia        | 32 – 29 | Bielorrusia |
| Croacia        | 24 – 23 | Rumania     |
| 08 / 06 / 1994 |         |             |
| Alemania       | 25 – 19 | Rumania     |
| Bielorrusia    | 21 – 29 | Croacia     |
| Rusia          | 18 – 17 | Francia     |

### Grupo B
| Equipo    | J | G | E | P | GF  | GC  | DG  | PTS |
| --------- | - | - | - | - | --- | --- | --- | --- |
| Suecia    | 5 | 5 | 0 | 0 | 114 | 91  | +23 | 10  |
| Dinamarca | 5 | 3 | 1 | 1 | 107 | 99  | +8  | 7   |
| España    | 5 | 3 | 0 | 2 | 114 | 101 | +13 | 6   |
| Hungría   | 5 | 2 | 0 | 3 | 100 | 107 | -7  | 4   |
| Eslovenia | 5 | 1 | 1 | 3 | 94  | 111 | -17 | 3   |
| Portugal  | 5 | 0 | 0 | 5 | 96  | 116 | -20 | 0   |

| 03 / 06 / 1994 |         |           |
| Suecia         | 22 – 17 | Eslovenia |
| España         | 25 – 20 | Hungría   |
| Dinamarca      | 24 – 17 | Portugal  |
| 04 / 06 / 1994 |         |           |
| Eslovenia      | 19 – 19 | Dinamarca |
| Hungría        | 18 – 22 | Suecia    |
| Portugal       | 18 – 24 | España    |
| 05 / 06 / 1994 |         |           |
| Hungría        | 19 – 18 | Portugal  |
| Suecia         | 22 – 16 | Dinamarca |
| España         | 24 – 16 | Eslovenia |
| 07 / 06 / 1994 |         |           |
| Eslovenia      | 19 – 24 | Hungría   |
| Suecia         | 26 – 21 | Portugal  |
| Dinamarca      | 25 – 22 | España    |
| 08 / 06 / 1994 |         |           |
| Dinamarca      | 23 – 19 | Hungría   |
| Portugal       | 22 – 23 | Eslovenia |
| España         | 19 – 22 | Suecia    |

## Fase final
|  | Semifinales    | Semifinales    |    |                | Final          | Final |  |
|  |                |                |    |                |                |       |  |
|  |                |                |    |                |                |       |  |
|  | 10 / 06 / 1994 |                |    |                |                |       |  |
|  | Rusia          | 29             |    |                |                |       |  |
|  | Dinamarca      | 20             |    |                |                |       |  |
|  |                |                |    |                |                |       |  |
|  |                |                |    |                | 12 / 06 / 1994 |       |  |
|  |                |                |    |                | Rusia          | 21    |  |
|  |                | Suecia         | 34 |                |                |       |  |
|  |                |                |    |                |                |       |  |
|  |                |                |    |                |                |       |  |
|  |                |                |    |                | Tercer Puesto  |       |  |
|  | 10 / 06 / 1994 | 10 / 06 / 1994 |    | 12 / 06 / 1994 | 12 / 06 / 1994 |       |  |
|  | Suecia         | 24             |    | Dinamarca      | 23             |       |  |
|  | Croacia        | 21             |    |                | Croacia        | 24    |  |

## Semifinales
| Fecha    | Partido | Partido | Partido   | Resultado |
| -------- | ------- | ------- | --------- | --------- |
| 10.06.94 | Rusia   | -       | Dinamarca | 29-20     |
| 10.06.94 | Suecia  | -       | Croacia   | 24-21     |

## Undécimo lugar
| Fecha    | Partido | Partido | Partido  | Resultado |
| -------- | ------- | ------- | -------- | --------- |
| 10.06.94 | Rumania | -       | Portugal | 38-21     |

## Noveno lugar
| Fecha    | Partido  | Partido | Partido   | Resultado |
| -------- | -------- | ------- | --------- | --------- |
| 10.06.94 | Alemania | -       | Eslovenia | 28-18     |

## Séptimo lugar
| Fecha    | Partido     | Partido | Partido | Resultado |
| -------- | ----------- | ------- | ------- | --------- |
| 10.06.94 | Bielorrusia | -       | Hungría | 24-28     |

## Quinto lugar
| Fecha    | Partido | Partido | Partido | Resultado |
| -------- | ------- | ------- | ------- | --------- |
| 10.06.94 | Francia | -       | España  | 25-28     |

## Tercer lugar
| Fecha    | Partido | Partido | Partido   | Resultado |
| -------- | ------- | ------- | --------- | --------- |
| 11.06.94 | Croacia | -       | Dinamarca | 24-23     |

## Final
| Fecha    | Partido | Partido | Partido | Resultado |
| -------- | ------- | ------- | ------- | --------- |
| 11.06.94 | Suecia  | -       | Rusia   | 34-21     |

## Medallero
|        |       |         |
| Suecia | Rusia | Croacia |

### Clasificación general
| 1. Suecia      |
| 2. Rusia       |
| 3. Croacia     |
| 4. Dinamarca   |
| 5. España      |
| 6. Francia     |
| 7. Hungría     |
| 8. Bielorrusia |
| 9. Alemania    |
| 10. Eslovenia  |
| 11. Rumania    |
| 12. Portugal   |

| Predecesor: - | Campeonato Europeo de Balonmano I edición | Sucesor: España 1996 |

- Datos: Q290673
- Multimedia: 1994 European Men's Handball Championship / Q290673